# Balz Weber
Balz Weber (ur. 20 stycznia 1981 w Szafuzie) – szwajcarski kolarz górski, srebrny medalista mistrzostw świata i mistrz Europy.

## Kariera
Największy sukces w karierze Balz Weber osiągnął w 2003 roku, kiedy reprezentacja Szwajcarii w składzie: Ralph Näf, Balz Weber, Nino Schurter i Barbara Blatter zdobyła srebrny medal w sztafecie cross-country podczas mistrzostw świata w Lugano. W tym samym składzie Szwajcarzy zwyciężyli na mistrzostwach Europy w Grazu. Na arenie krajowej zdobył między innymi złoty medal w cross-country podczas mistrzostw Szwajcarii w 2005 roku. Nigdy nie brał udziału w igrzyskach olimpijskich.